# Dead Flowerz
Dead Flowerz è il quinto album in studio del rapper statunitense Esham, pubblicato nel 1996.

## Tracce
1. What – 2:34
2. You Betta Ask Somebody – 3:22
3. Tony Montana – 1:48
4. Kill or Be Killed – 3:46
5. What Did I Do Wrong – 3:35
6. Foodstamp – 3:15
7. Any Style You Want – 3:48
8. Killagram – 3:18
9. One Day – 4:28
10. Fried Chicken – 2:31
11. Because – 3:54
12. Black Orchid – 4:38
13. Trick Wit Me – 3:43
14. If I Can't Have U – 2:30
15. Hold U Up – 3:01
16. U Ain't Fresh – 2:21
17. Charlie Manson – 2:40
18. Silicone – 3:56
19. Wit Yo Punk Azz (featuring Dice, Bugz & Drunken Master) – 2:04
20. Where All My Nigz At (featuring Dice & Razzaq) – 2:50